# Regering-Borsus
De regering-Borsus (28 juli 2017 - 13 september 2019) was een Waalse Regering onder leiding van Willy Borsus. De regering bestond uit de twee partijen: MR (25 zetels) en cdH (13 zetels).
Ze ontstond gedurende de sinds 2014 lopende legislatuur, nadat cdH-partijvoorzitter Benoît Lutgen op 19 juni 2017 verklaarde dat hij door de schandalen geteisterde PS niet meer wilde verder regeren. Lutgen deed een oproep om alternatieve regeringen te vormen zonder de PS. De MR nam hieraan gehoor en stelde op 26 juli 2017 samen met de cdH een nieuwe gewestelijke regering met Willy Borsus (MR) aan het hoofd van deze regering voor.
Deze regering legde op 28 juli 2017 de eed af. Ze werd op 13 september 2019 opgevolgd door de regering-Di Rupo III.

## Samenstelling
De regering-Borsus telde zeven ministers: vier voor de MR en drie voor het cdH.
| Naam | Naam                       | Partij | Partij | Functie en bevoegdheden |
| ---- | -------------------------- | ------ | ------ | --- |
|      | Willy Borsus (1962)        |        | MR     | Minister-president |
|      | Alda Greoli (1962)         |        | cdH    | Viceminister-president en Minister Gezondheid, Sociale Actie, Gelijke Kansen, Ambtenarenzaken en Administratieve Vereenvoudiging |
|      | Pierre-Yves Jeholet (1968) |        | MR     | Viceminister-president en Minister Economie, Industrie, Onderzoek, Innovatie, Digitalisering, Werk en Vorming                    |
|      | Carlo Di Antonio (1962)    |        | cdH    | Minister Milieu, Ecologische Overgang, Ruimtelijke Ordening, Openbare Werken, Mobilitet, Transport, Dierenwelzijn en Zoning      |
|      | Jean-Luc Crucke (1962)     |        | MR     | Minister Begroting, Financiën, Energie, Klimaat en Luchthavens                                                                   |
|      | René Collin (1958)         |        | cdH    | Minister Landbouw, Natuur, Bossen, Landelijkheid, Toerisme, Erfgoed en gedelegeerde van de Grote Regio                           |
|      | Valérie De Bue (1968)      |        | MR     | Minister Lokale Besturen, Wonen en Sportinfrastructuren                                                                          |

Dehousse I · 
Damseaux · 
Dehousse II · 
Wathelet · 
Coëme · 
Anselme · 
Spitaels · 
Collignon I · 
Collignon II · 
Di Rupo I · 
Van Cauwenberghe I · 
Van Cauwenberghe II · 
Di Rupo II ·
Demotte I ·
Demotte II ·
Magnette ·
Borsus ·
Di Rupo III ·
Dolimont ·